# Андромеда (пам'ятка природи)
Андроме́да — ботанічна пам'ятка природи місцевого значення в Україні. Розташована в межах Рахівського району Закарпатської області, село Чорна Тиса (урочище Марковец, болото Чорне багно).
Площа 8,9 га. Статус надано згідно з рішенням облради від 07.03.1990 року № 90. Перебуває у віданні Чорнотисянської сільської ради.
Статус надано з метою збереження сфагнового болота, де зростає рідкісна рослина — андромеда багатолиста (Andromeda polifolia).
Завдяки підтримці Чорнотисянської сільської ради, керівництва Ясінянського лісгоспу та науковців Карпатського біосферного заповідника встановлено стенд. Навесні 2018 р. заплановано маркування та прокладання невеличкого екомаршруту навкруг болота та встановлення ще двох стендів.